# Mobil
La Mobil, in precedenza Socony-Vacuum Oil Company, anche conosciuta come Mobil Oil, è stata una società petrolifera statunitense, nata nel 1911 e oggi parte del gruppo ExxonMobil, dopo la fusione con la Exxon avvenuta nel 1999.

## Storia

### La Standard Oil e la nascita del marchio
Nel 1882 nacque il trust Standard Oil Company, che unì le varie società petrolifere di Rockefeller, tra cui la neonata Standard Oil of New York (Socony) e la Vacuum Oil Company (quest'ultima fondata il 4 ottobre 1866 da Matthew Ewing e Hiram Bond Everest e acquistata dalla Standard Oil nel 1879).
Nel 1886 fu aperto il primo ufficio all'estero, a Liverpool, ad opera della Vacuum, seguito poi da altre sedi in vari paesi, sia da parte della Vacuum (che arrivò anche in Italia nel 1901) che della Socony (quest'ultima impiegata in particolare nel mercato cinese). 

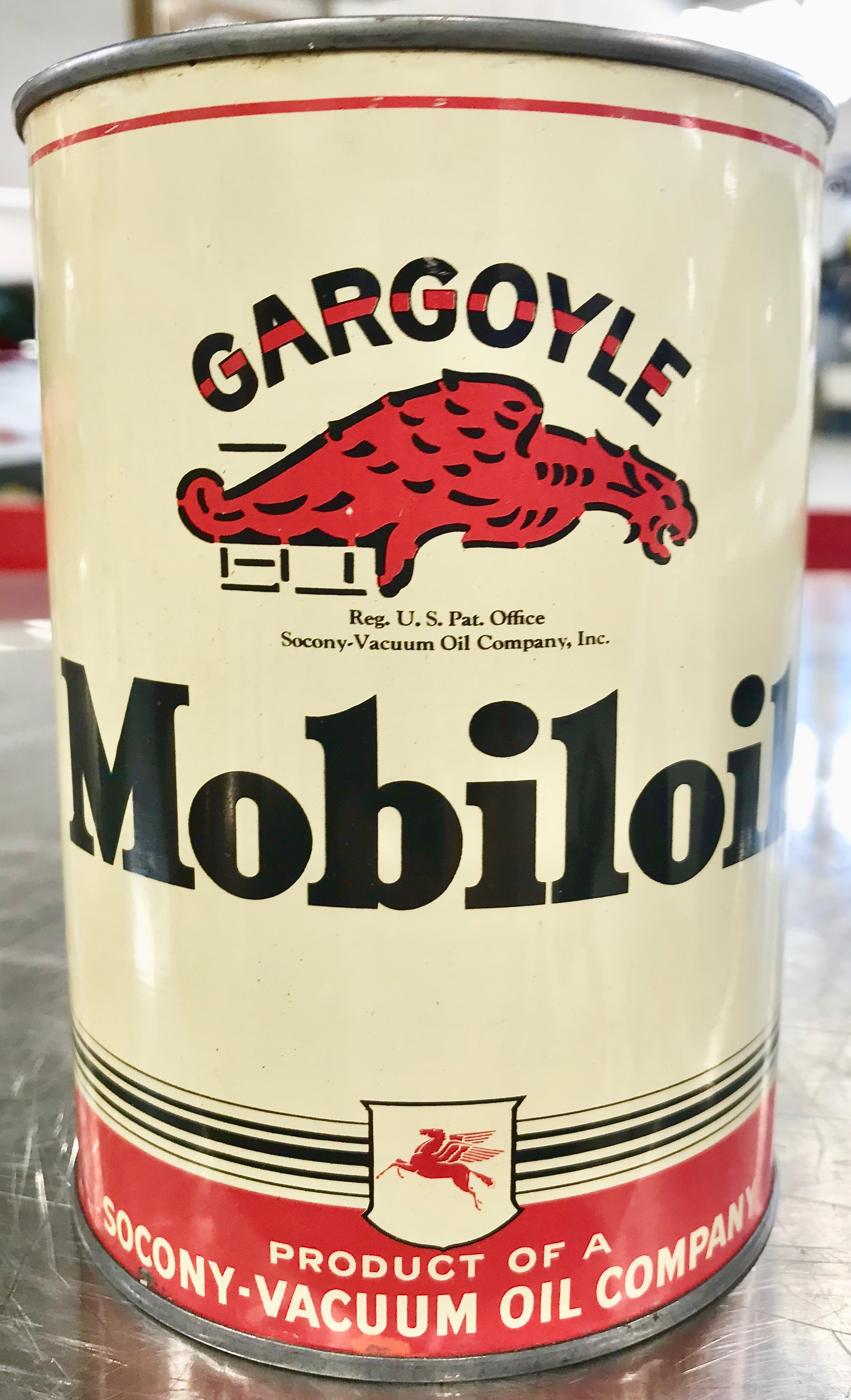
Lo storico marchio del "Gargoyle", registrato dalla Vacuum e in uso fino agli anni '50

Il marchio "Mobiloil" fu utilizzato per la prima volta nel 1899 dalla Vacuum nel Regno Unito e fu ufficialmente registrato negli Stati Uniti il 27 gennaio 1920; sempre la Vacuum, dal 1904, adottò anche il marchio "Gargoyle" per i suoi lubrificanti. Il marchio Socony fu adottato dall'omonima società nel 1908.
A inizio '900 la Vacuum era presente anche in Egitto.
Dopo lo scioglimento della Standard Oil Company nel 1911, le varie società del gruppo divennero indipendenti.
Nel 1918 la Socony comprò una quota del 45% della Magnolia Petroleum Co., una società di raffinazione e distribuzione di petrolio, interamente acquistata nel 1925. Negli anni successivi furono inoltre inglobate altre aziende dello stesso settore.
Negli stessi anni, anche la Vacuum si rafforzava nell'ambito della raffinazione e commercializzazione dei derivati del petrolio, con l'assorbimento di varie società e reti di stazioni di servizio.

### Dalla Socony-Vacuum alla Mobil
Il 30 luglio 1931 la Socony si fuse con la Vacuum Oil Company, detentrice anche del marchio "Mobilgas", andando a formare la Socony-Vacuum, il terzo gruppo petrolifero mondiale.

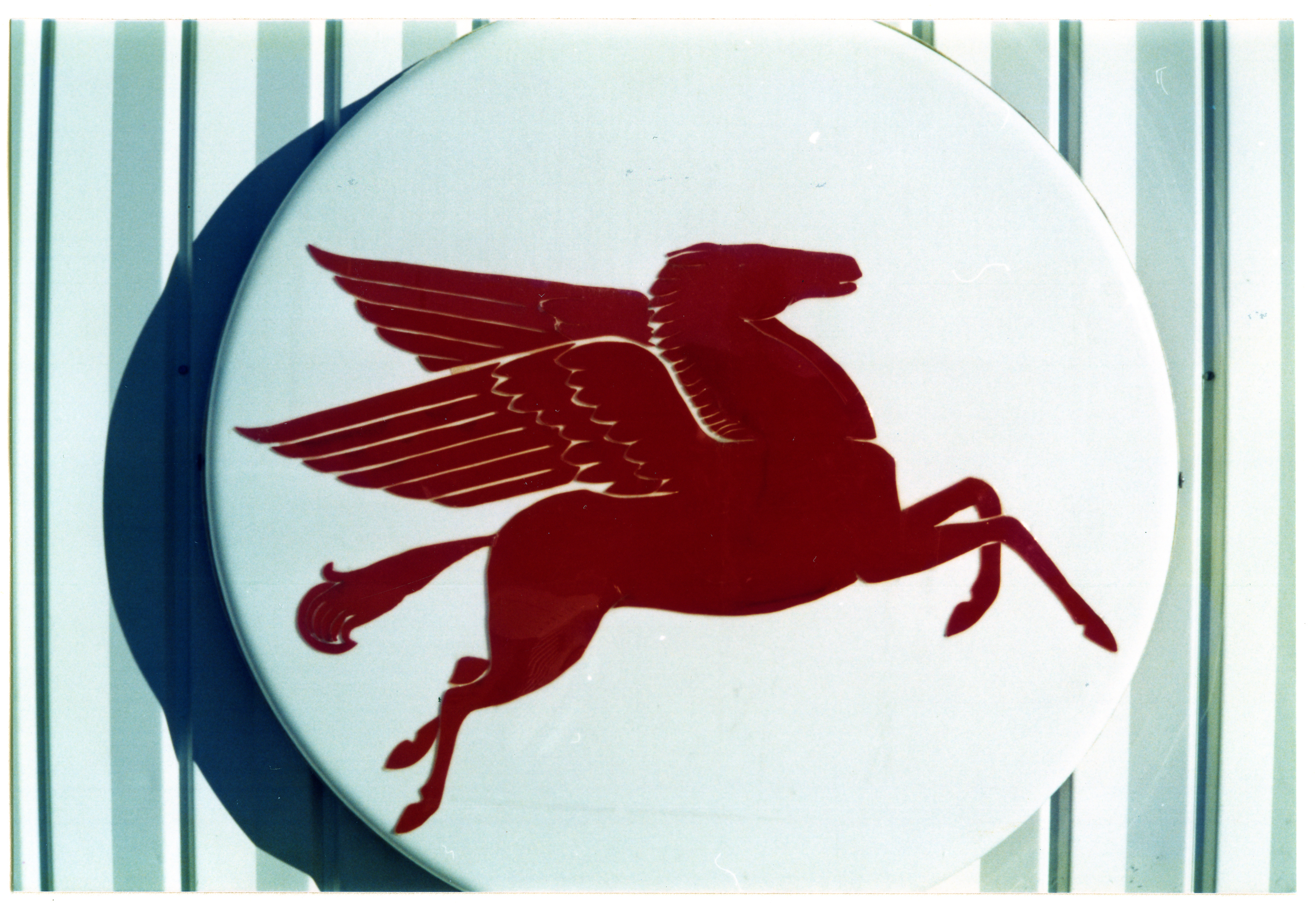
Il "Pegaso" della Mobil

Nello stesso anno, la nuova società introdusse anche il marchio del "Pegaso" negli Stati Uniti; il nuovo simbolo, tuttora utilizzato, andò a sostituire gradualmente il vecchio "Gargoyle" fra gli anni '30 e gli anni '50.
Nel 1933, e fino al 1960, la Socony-Vacuum si unì alla Jersey Standard (la futura Exxon, anch'essa derivante dalla vecchia Standard Oil) per gestire unitamente le attività in oriente, formando la Stanvac (o Standard-Vacuum), che operava in 50 paesi, dall'Africa orientale alla Nuova Zelanda.
il 15 giugno 1934 fu ufficialmente registrato anche il marchio "Mobil".
Nel corso del decennio la compagnia si espanse anche in Europa, con l'apertura di raffinerie a Gravenchon, in Francia, e a Napoli in Italia.
Nel 1940, le pratiche di acquisto di benzina da parte della compagnia portarono a una vertenza legale: la Socony-Vacuum fu infatti accusata di avere organizzato un cartello con le compagnie da cui acquistava petrolio, conservando l'eccedenza in serbatoi per limitare l'offerta di petrolio disponibile sul mercato e mantenere artificialmente alto il prezzo del greggio. Tale pratica fu ritenuta illegale in base allo Sherman Act.
Durante la Seconda guerra mondiale la compagnia si classificò 86ª tra le società statunitensi nel valore dei contratti di produzione bellica; il 29 aprile 1942, la sua petroliera Mobiloil fu affondata da un U-Boot tedesco, fortunatamente senza causare vittime tra l'equipaggio. Dopo quell'episodio, nel corso del conflitto la compagnia perse un totale di 32 navi e oltre 400 uomini, oltre a subire ingenti danni alle raffinerie europee, che furono però ricostruite e ampliate dopo il conflitto.
Negli anni '50 la compagnia commercializzava, oltre a carburanti, lubrificanti e affini, anche batterie per auto.
Nel 1955 la compagnia cambiò nome in "Socony Mobil Oil Company"; nel 1966 il gruppo venne nuovamente ribattezzato Mobil Oil Corporation. Nel 1959 la compagnia riunì varie società controllate, tra cui la Magnolia e la General Petroleum, nella nuova divisione Mobil Oil Company, a cui si aggiunsero poi altre divisioni come quella chimica. In questi anni, l'azienda si occupava principalmente di alcheni e composti aromatici, glicole etilenico e polietilene. Produceva inoltre lubrificanti sintetici e additivi, pellicole di propilene per confezioni e catalizzatori.
Degno di nota era anche l'impegno della compagnia in numerose competizioni automobilistiche ufficiali o organizzate dalla stessa società, come la Mobil Economy Run.
Nel marzo 1957 la Mobil iniziò la vendita di carburanti in Venezuela, che iniziarono ad essere distribuiti anche a Caracas nell'ottobre 1958.
Nel 1962 terminò la partnership con la Jersey Standard nella Stanvac e le attività vennero spartite tra le due società.

### Dalla seconda metà del '900 alla fusione con Exxon
A metà degli anni '60 la Mobil avviò una campagna di rinnovamento e uniformazione dei propri impianti in tutto il mondo, con la diffusione delle note stazioni di servizio tonde progettate da Eliot Noyes e rinnovando il proprio logo introducendo quello attuale, realizzato nel 1964 da Chermayeff & Geismar. Nel 1962, lo storico marchio di benzina "Mobilgas" fu sostituito dal più semplice "Mobil" (Regular e Premium), e lo stesso avvenne con il termine "Mobiloil" negli anni '70, anche per via del lancio del nuovo lubrificante sintetico "Mobil 1" nel 1974 negli Stati Uniti, e successivamente negli altri paesi; a fine 1976 fu lanciato in Francia, nel marzo 1977 in Italia, e nel 1977-78 in Olanda, Germania, Austria, Grecia e Giappone.
Negli anni '70 la Mobil assorbì la rete italiana della compagnia Aral.
Nel corso degli anni '70, la compagnia investì oltre un miliardo di dollari per la scoperta di nuovi giacimenti nel Golfo del Messico, aumentando inoltre le attività di ricerca in varie parti del mondo.
Nel decennio successivo, a causa della crisi globale del mercato petrolifero, la compagnia cercò di diminuire i costi, riducendo l'attività di ricerca e abbandonando alcuni mercati, disinvestendo attività per oltre 4 miliardi di dollari tra il 1980 e il 1986.
Nel 1984 fu acquisita la Superior Oil Company, rafforzando le riserve della compagnia in Canada e USA.
Alla fine degli anni '80 vendette le sue stazioni in Norvegia, Svezia e Danimarca a Norsk Hydro, mentre nel 1990 cedette la rete italiana a Q8.

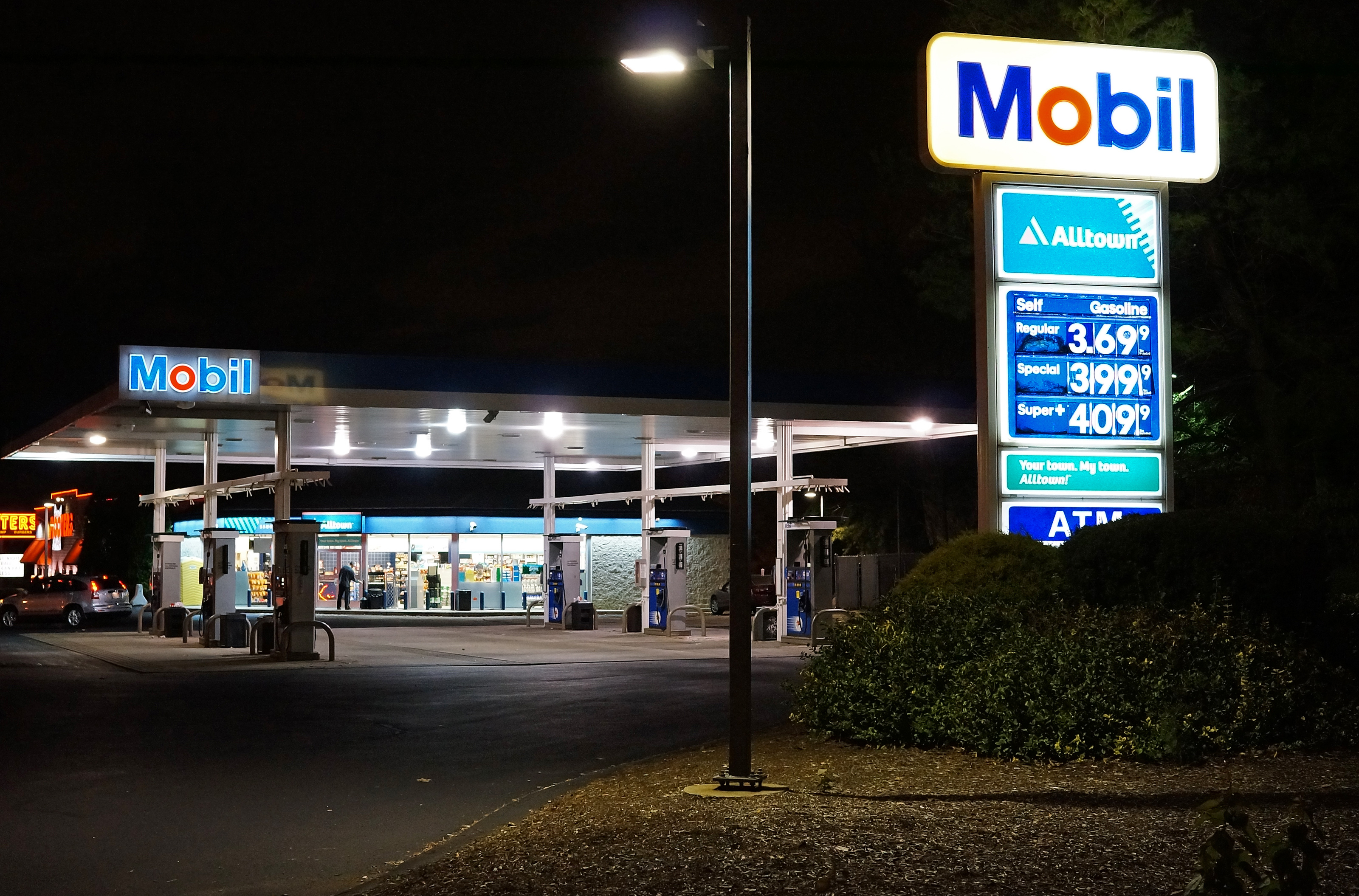
Una moderna stazione di servizio Mobil

Nel 1987 la compagnia vendette quasi tutte le sue stazioni nella Pennsylvania occidentale (inclusa Pittsburgh) alla Standard Oil of Ohio (da poco acquisita dalla BP) e rescisse i contratti con il resto degli impianti della zona, ritirando il marchio Mobil dall'area, dove ricomparve solamente nel 2016.
Nel 1999 la Mobil si fuse con la Exxon, formando la ExxonMobil. I marchi e il nome Mobil sono tuttora utilizzati dal gruppo.